# 狗爬式游泳

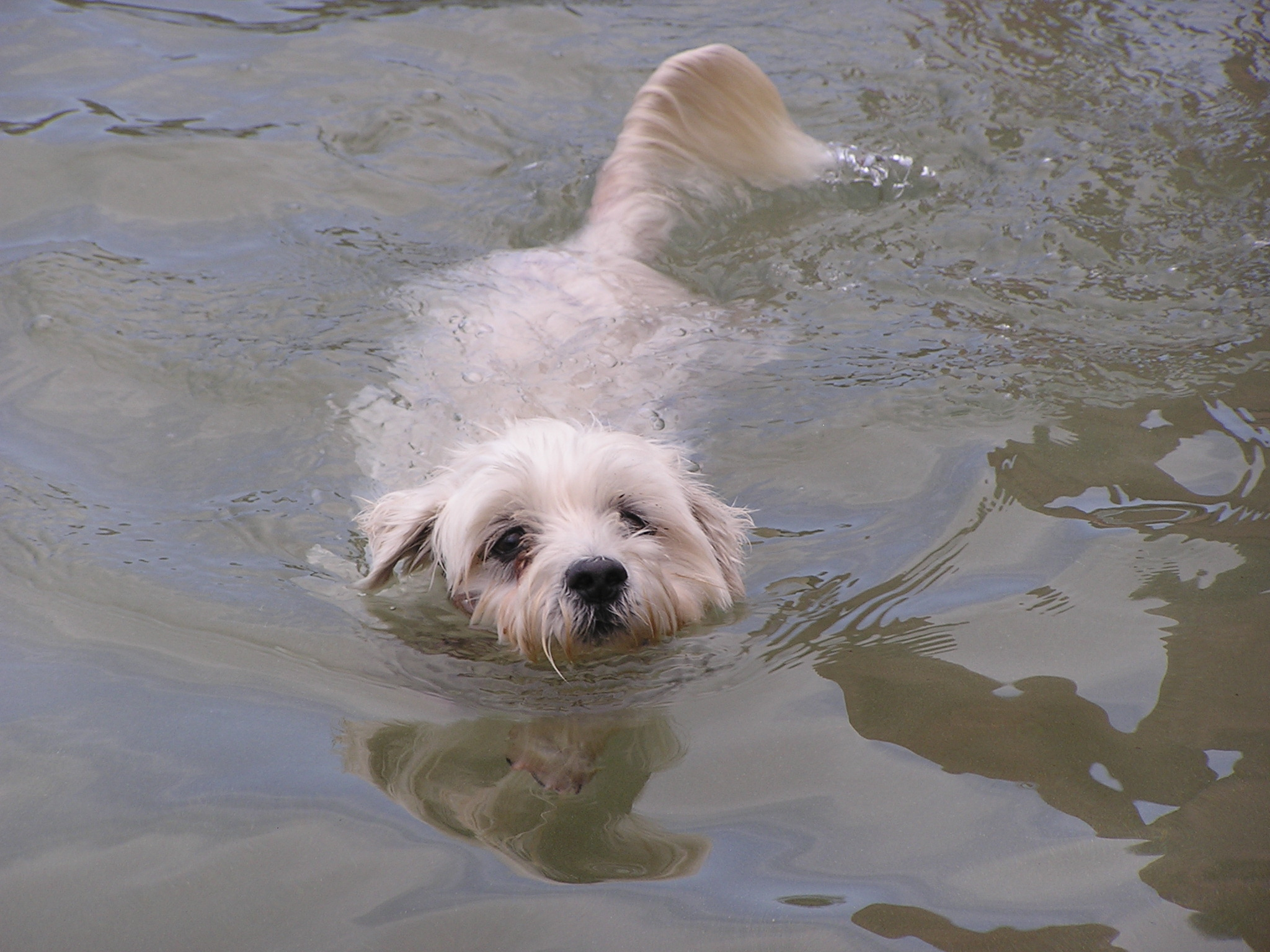
一隻用狗爬式游泳的狗。

狗爬式游泳，又称狗刨、狗仔式，是一种游泳姿势。游泳员將胸部向下臥平，头露出水面，前后反覆移動手和腿，像狗和其他哺乳动物游泳一样。這種泳姿就像是在水中的「疾行」
它是古人類使用的第一個泳姿，據信是自觀察動物而習得。 埃及史前的洞穴壁畫裡的人物做的可能就是狗爬式。
狗爬式通常是小孩學習游泳的第一種泳姿。
因為進行狗爬式泳姿時雙臂及雙腿不會打破水面，所以成為有靜默需求的軍事泳姿之一。